# MS Explorer
El MS Explorer (conocido anteriormente como MS Lindblad Explorer y MS Society Explorer)  fue un ferry-crucero registrado en Liberia destinado al servicio en el Ártico y Antártico. En sus comienzos, el MS Explorer era comandado por el explorador sueco Lars-Eric Lindblad. Los observadores indican que el crucero expedicionario del Explorer en 1969 a la Antártida, fue el punto de partida al turismo polar que se experimenta hoy en día. La propiedad del navío cambió varias veces desde su construcción, siendo su último propietario la empresa de viajes basada en Toronto G.A.P Adventures, que lo adquirió en 2004.
El Explorer fue el primer barco de crucero diseñado expresamente para navegar por las aguas heladas del Océano Antártico, y el primero en hundirse allí cuando impactó con un objeto no identificado sumergido el 23 de noviembre de 2007, pudiendo ser un iceberg, que causó una hendidura de 25 × 10 cm  en el casco. El Explorer fue abandonado a primera hora del 23 de noviembre de 2007 después de repostar agua cerca de las Islas Shetland del Sur en el Océano Antártico, un área generalmente tempestuosa, pero tranquila en aquel momento. La Armada chilena confirmó que el Explorer se hundió aproximadamente en la posición: 62 grados 24 minuto Sur y 57 grados oeste 16 minutos, entre las Shetlands del Sur y la Península Antártica, en el Estrecho de Bransfield, donde la profundidad es aproximadamente de 600 metros.

## Historial operativo

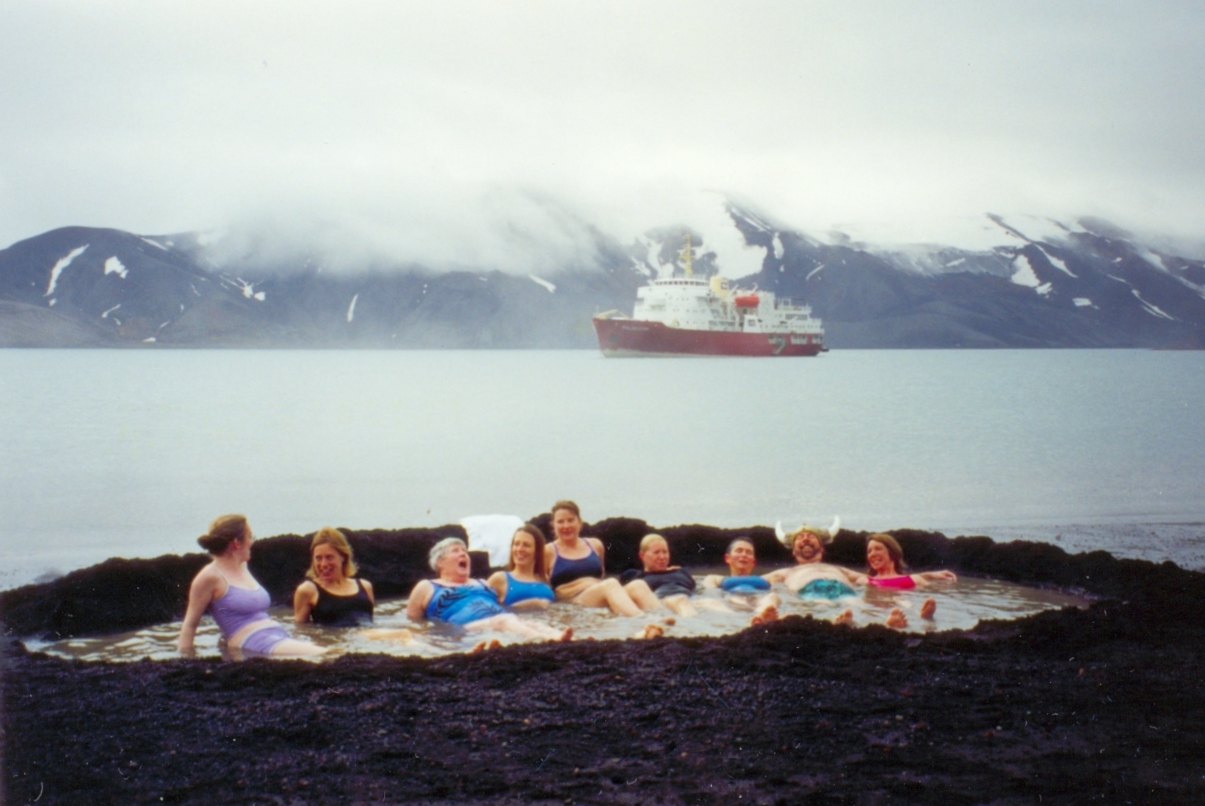
Turistas en la Isla Decepción, año 2006.

Lars-Eric Lindblad, pionero sueco-americano en los viajes expedicionarios exóticos, encargó el Explorer, siendo construido en 1969 en el castillero de Nystads Varv, en Uusikaupunki, Finlandia. El barco fue construido para mantenerse a flote con dos compartimentos llenos de agua.
En los orígenes, el navío se llamaba Lindblad Explorer. Sobre febrero de 1972, el Explorer encalló cerca del Punto de La Plaza, en la Antártida; sus pasajeros, entre ellos Lars-Eric Lindblad, fueron rescatados por la Marina chilena. El barco fue remolcado a Buenos Aires, Argentina, y luego a Kristiansand, Noruega para su reparación.
El barco volvió a encallar frente a la isla Wiencke en la Antártida el 25 de diciembre de 1979. Los 70 pasajeros y 34 de la tripulación fueron rescatados por el transporte antártico de la Armada de Chile Pioto Pardo, dejando al capitán y una tripulación mínima de 21 a bordo para esperar la llegada de un remolcador.

### Hundimiento

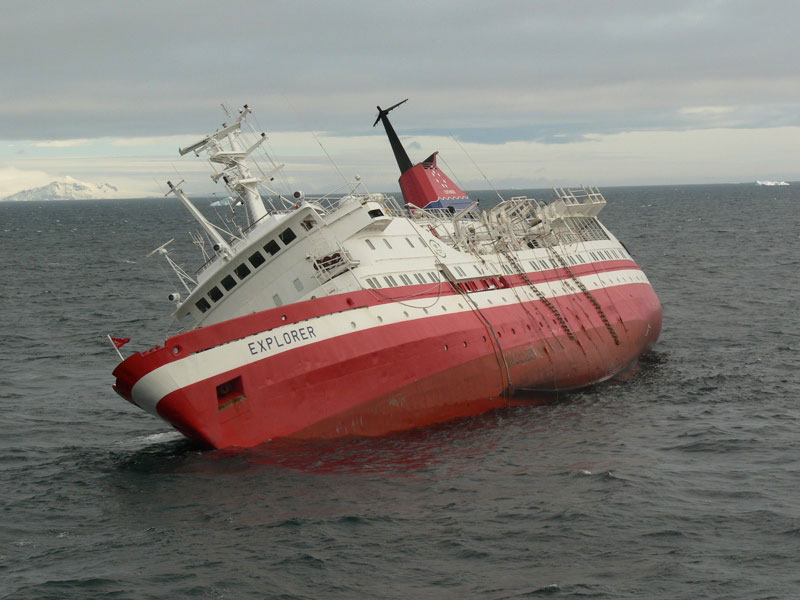
El Explorer hundiéndose el 23/11/2007

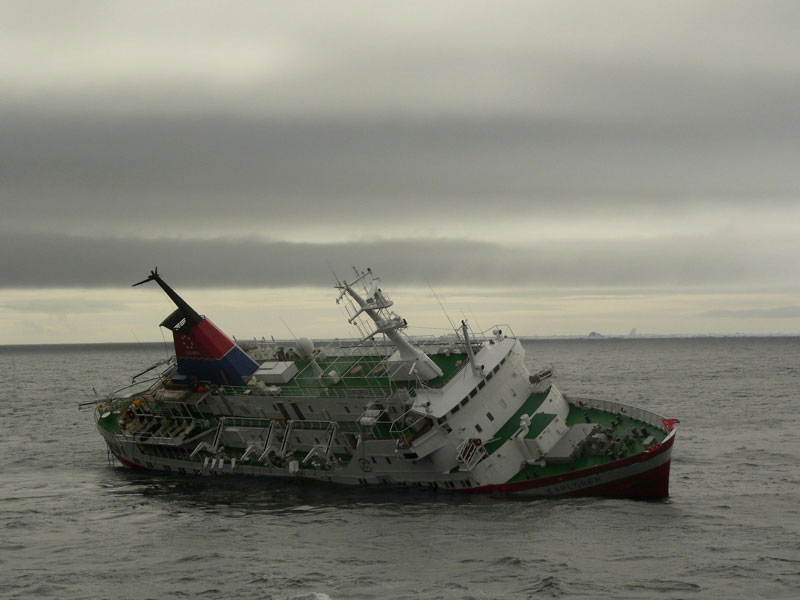
El Explorer hundiéndose.

El MS Explorer partió de Ushuaia, Argentina, el 11 de noviembre de 2007 en un crucero de 19 días llamado Spirit of Shackleton dirigido por GAP , con la intención de seguir la ruta del explorador del siglo XX Ernest Shackleton a través del Pasaje de Drake (un área típicamente tormentosa con mares agitados). Después de visitar las Islas Malvinas y Georgia del Sur, chocó contra un iceberg el 23 de noviembre de 2007 en el Estrecho de Bransfield, cerca de la Isla Rey Jorge en el Océano Antártico y cerca de las Islas Shetland del Sur . El iceberg golpeado por el Explorer hizo un corte en el casco que permitió la entrada de agua. La armada argentina dijo más tarde en un comunicado que había observado daños "significativos". El informe oficial del hundimiento señaló: "El daño sufrido tuvo que haberse extendido a lo largo de la embarcación desde las cabinas 308 a la 314 por lo menos una distancia de 3,6 metros y, con toda probabilidad, había perforado y cortado agujeros a lo largo del revestimiento de la concha".
Algunos pasajeros del Explorer informaron de un fuerte "estruendo" en el momento del impacto, aunque otros informaron que no había habido un impacto perceptible, o al menos nada más que el crujido normal del hielo que se experimenta al navegar por aguas heladas. Un pasajero informó que había agua de mar en su cabina alrededor de las 03:00 UTC. Algunos informes también indicaron que el barco se había desviado hacia un iceberg en el lado de estribor del Explorer mientras la tripulación evaluaba los daños causados por el impacto original, también en el lado de estribor del barco.

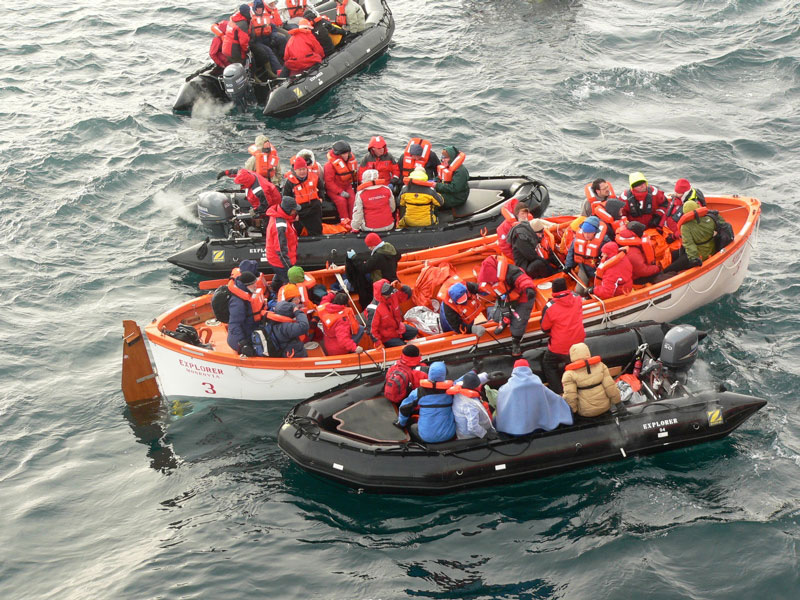
botes salvavidas del Explorer

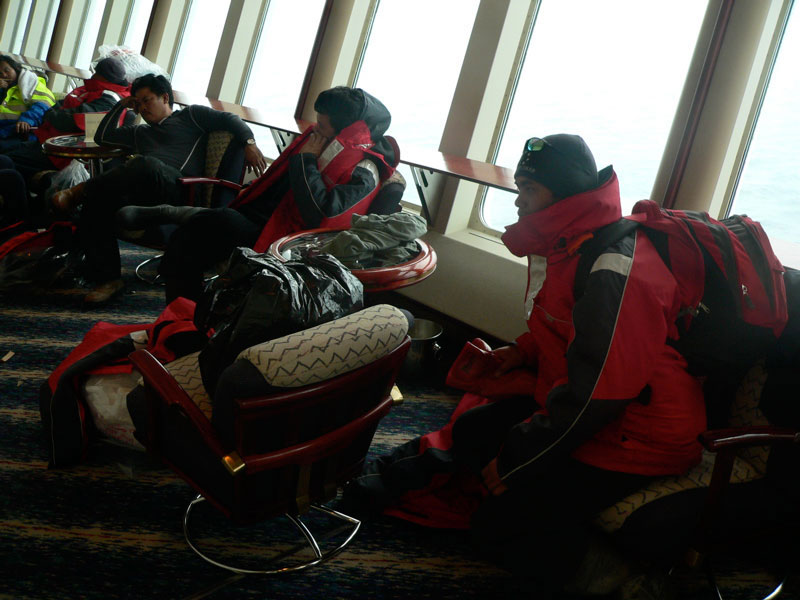
Pasajeros rescatados por el MS Nordnorge

El barco emitió una llamada de Mayday a las 04:24 UTC, y las operaciones de rescate fueron coordinadas rápidamente por el DPA Peter Burman en Suecia, quien se puso en contacto directamente con la Prefectura Naval Argentina (el equivalente argentino de un guardacostas) y el Centro de la Armada de Chile. para búsqueda y salvamento. Chile envió el rompehielos Almirante Óscar Viel y barcos comerciales cercanos; incluido el MN Ushuaia, el National Geographic Endeavour y el barco noruego MS Nordnorge, que operaba como crucero de pasajeros en ese momento. A las 07:30 UTC, los 91 pasajeros, 9 guías y 54 tripulantes, de más de 14 países, se habían subido a los botes salvavidas del Explorer. Estuvieron a la deriva durante 5 horas hasta que fueron recogidos por el barco noruego MS Nordnorge, que llegó al lugar aproximadamente a las 10:00 UTC.
Todos los rescatados por el Nordnorge fueron llevados a la Estación Chilena Frei Montalva en la Isla Rey Jorge, desde donde posteriormente fueron transportados por avión C-130 Hércules de la Fuerza Aérea de Chile a Punta Arenas, Chile, en dos vuelos separados; uno el sábado 24 de noviembre y el otro el domingo 25 de noviembre. Los pasajeros que no fueron llevados a Punta Arenas (un estimado de 70) fueron llevados a la Base Artigas de Uruguay . El Explorer quedó completamente sumergido a las 19:00 UTC, aproximadamente 20 horas después del impacto inicial y los daños en su casco. Sus restos se encuentran en 62°24′18″S 57°11′46″O .
El Explorer fue diseñado, como la mayoría de los barcos, con compartimentos que podían cerrarse con puertas herméticas. El barco no se hundiría si se agujereaba y un compartimento se inundaba, pero no era seguro si se inundaban más compartimentos, ya sea por un corte que atravesaba los compartimentos o por un sellado imperfecto entre los compartimentos. GAP informó que había una grieta además del agujero, pero no está claro si atravesaba compartimentos.
En un artículo publicado el 8 de diciembre de 2007, los expertos consideran que el Explorer era "perfecto para la navegación en hielo", y afirman que la explicación del hundimiento "no cuadra" y que "faltan piezas esenciales de la historia".

## Investigación

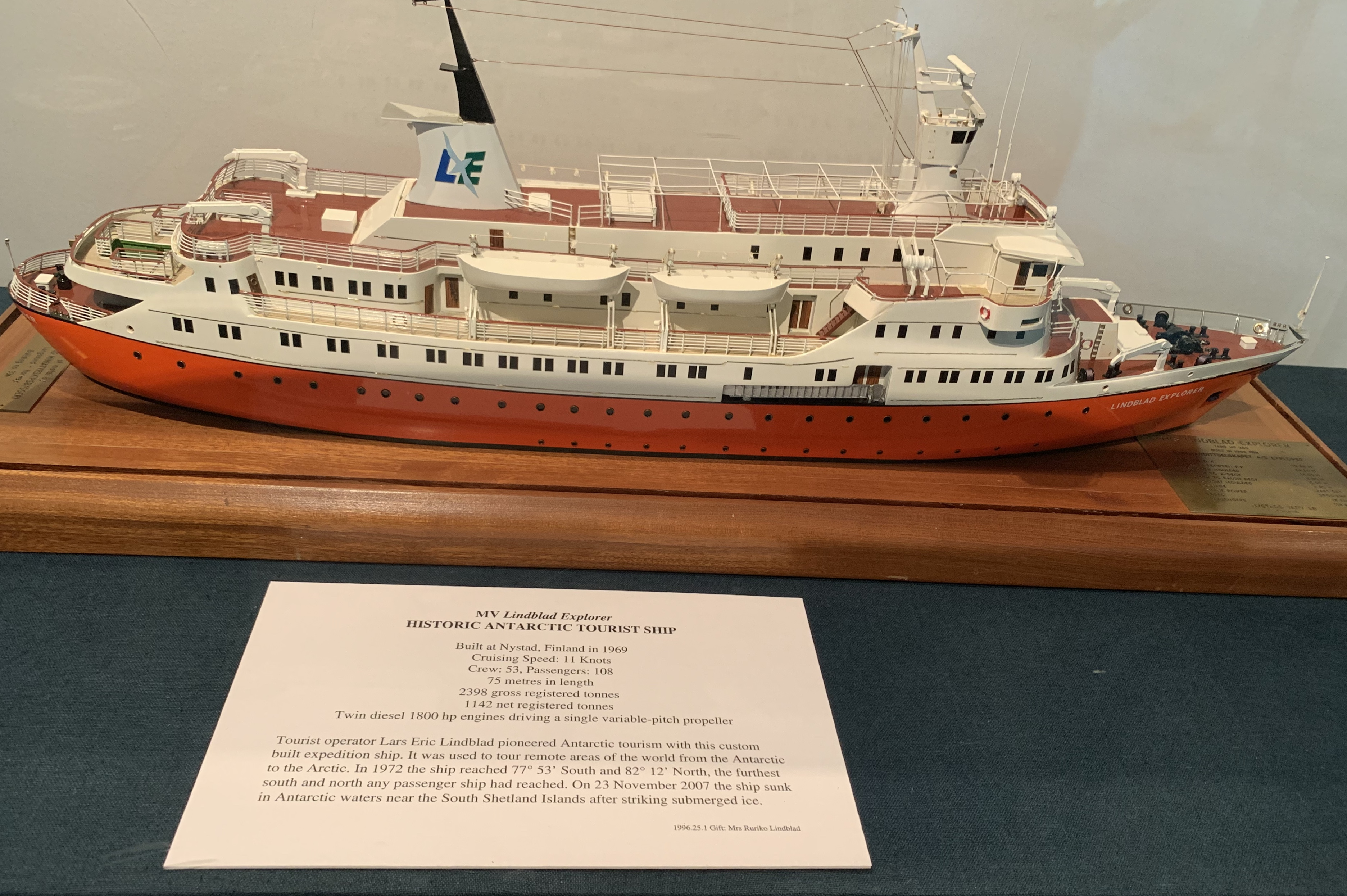
Maqueta del Explorer.

La investigación sobre el hundimiento del Explorer estuvo a cargo de la Oficina de Asuntos Marítimos de Liberia. El informe sobre el accidente se publicó en abril de 2009. El informe cita la decisión del Capitán Bengt Wiman, de 49 años, de ingresar al campo de hielo en función de su conocimiento e información disponible en ese momento como la razón principal por la cual el Explorer fue tan gravemente dañado. "Tenía la impresión equivocada de que se estaba encontrando con hielo del primer año que, de hecho, como indicaba el Informe de la Armada de Chile, era hielo terrestre mucho más duro".
Los pasajeros informaron haber visto pintura roja en el hielo que pasaba menos de treinta minutos antes de que se informara la inundación, otra indicación de que la embarcación estaba pasando a través de hielo compacto y duro. El capitán del Explorer tenía mucha experiencia en aguas bálticas, pero no estaba familiarizado con el tipo de hielo que encontró en aguas antárticas. El oficial investigador del informe no pudo convencer a GAP de que era su responsabilidad recuperar el registrador de datos de viaje del barco, después de que el capitán no se asegurara de que fuera transferido del barco a pesar de que se le recordó que lo hiciera. El informe también encontró que, dado que el personal de GAP "cumplía la función de miembros de la tripulación", debería haber tenido "la capacitación y los documentos de seguridad requeridos como gente de mar".
El informe elogia el desempeño del capitán y la tripulación en la organización y evacuación de los pasajeros, y señala que probablemente se salvaron vidas gracias a las acciones de estas personas.